# قلعه چشمه لیلی
قلعه چشمه لیلی مربوط به دوره نوسنگی - مس سنگی است و در شهرستان خرم‌آباد، بخش چغلوندی، دهستان بیرانوندشمالی، منطقه مله تخت واقع شده و این اثر در تاریخ ۲۸ اسفند ۱۳۸۵ با شمارهٔ ثبت ۱۸۵۴۸ به‌عنوان یکی از آثار ملی ایران به ثبت رسیده‌است.